# 2024 en Croatie
Chronologie de la Croatie
- 2020
- 2021
- 2022
- 2023
- 2024
- 2025
- 2026
- 2027
- 2028

Cet article présente les faits marquants de l’année 2024 en Croatie.

## Évènements
- 17 avril : élections législatives.
- juin : élections européennes.
- 29 décembre : élection présidentielle.

## Décès
- 2 avril : Veljko Bulajić, réalisateur
- 14 avril : Luciano Sušanj, athlète
- 15 avril : Josip Manolić, Homme d'État croate (Premier ministre de Croatie de 1990 à 1991)
- 2 mars : Nikola Vuljanić, personnalité politique
- 29 juillet : Annie Le Brun, écrivaine, poétesse surréaliste et critique littéraire française morte en Croatie
- 20 août : Ratomir Tvrdić, joueur de basket-ball
- 23 août : Predrag Matić, homme politique
- 31 août : Mislav Bezmalinović, joueur de water-polo
- 28 octobre : Tonči Gabrić, footballeur